# Reduced blanking
Unter dem Begriff reduced blanking versteht man eine Methode, einen Bildschirm mit einer geringeren Austastlücke anzusteuern, um entweder mit geringerer Taktfrequenz auszukommen oder eine höhere Wiederholrate zu erhalten.

## Technischer Hintergrund
Bei herkömmlichen Röhrenmonitoren (CRT) muss der Elektronenstrahl, der das Bild erzeugt, nach dem Erreichen des Zeilenendes abgeschaltet werden (Zeilenaustastlücke). Dies ist nötig, weil der Elektronenstrahl nicht schlagartig vom Zeilenende an den Anfang der nächsten Zeile springen kann. Würde er nicht abgeschaltet, führte dies zu Fehlern in der Bilddarstellung. Dasselbe gilt beim Rücksprung vom Bildende zum Bildanfang. Je nach gewünschter Auflösung und Bildwiederholrate sind dabei bestimmte Zeiten einzuhalten. Bei Flüssigkristallbildschirmen (LCD) gibt es jedoch keinen Elektronenstrahl mehr. Aus diesem Grund kann die Dunkelzeit zwischen dem Zeichnen der einen und dem Zeichnen der nächsten Zeile verkürzt werden. Durch die Nutzung der entfallenen Dunkelzeit kann der Datendurchsatz der Schnittstelle erhöht werden. Das Verkürzen der Dunkelzeit nennt man Reduced Blanking.

## Vorteil
Diese Verkürzung wird z. B. bei der digitalen Videoschnittstelle DVI verwendet, um höhere Auflösungen mit der gleichen Bandbreite übertragen zu können, ohne einen zweiten Datenkanal (Dual-Link) verwenden zu müssen.
Die Coordinated Video Timings, eine von der VESA verabschiede Liste mit genormten Videosignalen, enthält z. B. für die Full-HD-Auflösung "1920x1080" mit 60 Hz Bildwiederholrate eine Pixeldatenrate von 4,15 Gbit/s, was zu viel ist für eine Single-Link-DVI-Verbindung, die nur 3,72 Gbit/s übertragen kann. Mit Reduced Blanking reduziert sich die erforderliche Pixeldatenrate auf 3,33 Gbit/s (ältere Version) bzw. 3,20 Gbit/s (neuere Version, in der die Zeit für die Austastlücke noch weiter reduziert worden ist), so dass das Signal über eine Single-Link-DVI-Verbindung übertragen werden kann.